# ボクんち事故物件
『ボクんち事故物件』（ボクんちじこぶっけん）は、松原タニシ（原案）、宮本ぐみ（漫画）による日本の漫画作品。『本当にあった愉快な話』にて連載中。“本当にあった愉快な話　2025年６月号”. 竹書房. 2025年8月8日閲覧。

## あらすじ
芸人の松原タニシがテレビ企画で事故物件に住むことになった。家賃が安かったその部屋で、彼は次々と怪奇現象に遭遇する。“ボクんち事故物件”. 株式会社竹書房 公式サイト.   竹書房. 2025年8月8日閲覧。

## 登場人物
松原タニシ
テレビ番組の企画で事故物件に住み始めたお笑い芸人。多くの怪奇現象を体験した後、「事故物件住みます芸人」として活動することを決意した。“「今13軒目」松原タニシ、立ち位置見え始めた事故物件3軒目を描くマンガ”. お笑いナタリー. 2025年8月8日閲覧。

## 書誌情報
- 松原タニシ（原案）、宮本ぐみ（漫画） 竹書房〈バンブーエッセイセレクション〉、既刊6巻（2025年7月17日）
  1. 2019年6月27日発売[3]、ISBN 978-4-8019-1925-9
  2. 2020年7月30日発売[4]、ISBN 978-4-8019-2346-1
  3. 2021年7月29日発売[5]、ISBN 978-4-8019-2753-7
  4. 2022年11月4日発売[6]、ISBN 978-4-8019-3332-3
  5. 2024年3月28日発売[7]、ISBN 978-4-8019-3938-7
  6. 2025年7月17日発売[8]、ISBN 978-4-8019-4558-6